# Lino Cauzzo
Lino Cauzzo (Cadoneghe, 3 febbraio 1924 – Bolzano, 11 agosto 1998) è stato un calciatore italiano, di ruolo centrocampista.

## Carriera
Ha giocato in Serie A per 2 stagioni con Juventus e Venezia e in B per 5 stagioni con Cuneo e Venezia. Debuttò in Serie A l'8 giugno 1947 in Sampdoria-Juventus (0-3).